# 莱皮讷 (加来海峡省)
莱皮讷（法語：Lépine，法語發音：[lepin]）是法国上法蘭西大區加来海峡省的一个市镇，属于蒙特勒伊区。

## 地理
莱皮讷（50°23'13"N, 1°44'5"E）面积10.82 平方千米，位于法国上法蘭西大區加来海峡省，该省份为法国北部沿海省份，西北濒北海，南至索姆省，东临北部省。
与莱皮讷接壤的市镇（或旧市镇、城区）包括：瓦伊博康、布瓦让、孔希勒勒唐普勒、楠蓬圣菲尔曼、鲁桑、蒂尼努瓦耶勒、韦尔通。

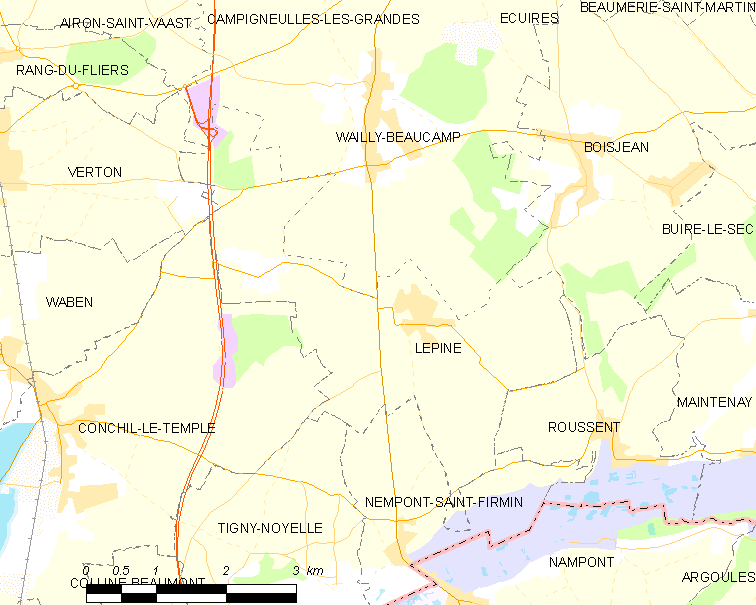
的OSM定位图

莱皮讷的时区为UTC+01:00、UTC+02:00（夏令时）。

## 行政
莱皮讷的邮政编码为62170，INSEE市镇编码为62499。

## 政治
莱皮讷所属的省级选区为贝尔克县。

## 人口

1962-2008年间人口变化图示

莱皮讷于2022年1月1日时的人口数量为289人。